# Lago Clear
El Lago Clear o el Lago Claro ( en inglés: Clear Lake) es un lago marino situado en la isla de Eil Malk en la República de Palaos. Eil Malk (también Mecherchar) es parte de las Islas Rock, un grupo de pequeñas islas rocosas, en su mayoría deshabitadas en el sur de la laguna de Palau, entre Koror y Peleliu.
El lago Clear es uno de los más antiguos lagos marinos meromícticos en Palaos y tiene alrededor de 15.000 - 12.000 años de antigüedad. Está conectado con el océano a través de grietas y túneles en la roca caliza.